# شیلوک

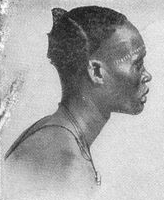
نیمرخ یک شیلوک، 1914

شیلوک‌ها یکی از اقوام مهم نیلوتی در جنوب سودان هستند که در کرانه باختری رود نیل در پیرامون شهر مالاکال زندگی می‌کنند.
شیلوک‌ها پس از دینکا و نوئر سومین اقلیت بزرگ در جنوب سودان هستند.
رهبر قوم شیلوک یک شاه (reth) است که تبار خود را به قهرمان فرهنگی این قوم یعنی نییکانگ می‌رساند. شیلوک‌ها بر این باورند که وضعیت تندرستی این شاه بر سلامت و تندرستی قوم تأثیر مستقیم دارد.
بیشتر شیلوک‌ها به مسیحیت گرویده‌اند ولی برخی هنوز به دین و باور کهن پایدارند.
زبان شیلوک متعلق به شاخه لو از زبان‌های نیلوتی باختری است که خود از خانواده زبان‌های نیلوصحرایی می‌باشد.